# Genrikh Grigoryevich Yagoda
Genrikh Grigoryevich Yagoda (tiếng Nga: Генрих Григорьевич Ягода; 7 tháng 11 năm 1891 - 15 tháng 3 năm 1938), tên khai sinh Yenokh Gershevich Iyeguda (tiếng Nga: Енох Гершевич Иегуда) là một quan chức cảnh sát mật Liên Xô, người từng là giám đốc của NKVD, cơ quan an ninh và tình báo của Liên Xô từ năm 1934 đến năm 1936. Được Joseph Stalin bổ nhiệm, Yagoda giám sát việc bắt giữ, chương trình xét xử và hành quyết những người trước đó theo phái Bolshevik Lev Kamenev và Grigory Zinoviev, sự kiện thể hiện sự khởi đầu của cuộc đại thanh trừng. Yagoda cũng giám sát việc đào Biển Trắng - Kênh đào Baltic sử dụng lao động là tù nhân trong hệ thống Gulag, trong đó nhiều người lao động đã qua đời.
Giống như nhiều cảnh sát bí mật của Liên Xô trong những năm 1930, chính Yagoda cuối cùng đã là nạn nhân của cuộc thanh trừng. Ông đã bị giáng cấp từ giám đốc của NKVD và Nikolai Yezhov thay thế vào năm 1936, và bắt giữ vào năm 1937. Bị cáo buộc các tội phá hoại, gián điệp, chủ nghĩa Trotsky và âm mưu, Yagoda là một bị cáo tại phiên tòa xét xử Hai mươi mốt, đợt xử cuối cùng trong các đợt xét xử lưu động chính ở Liên Xô năm 1930. Sau khi thú tội tại phiên tòa, Yagoda đã bị kết tội và bị xử bắn.